# Mario Capecchi

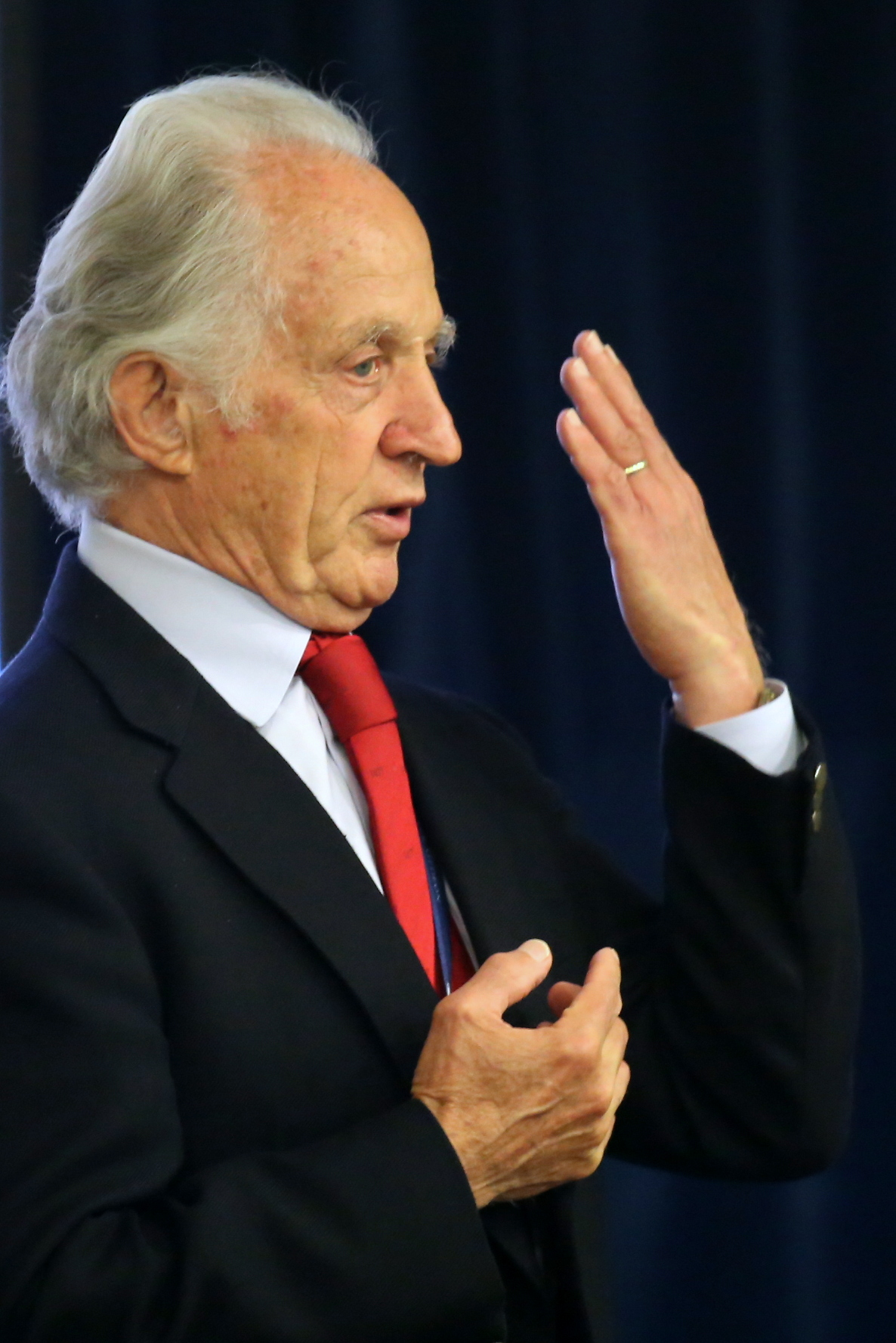
Mario Capecchi, 2013

Mario Renato Capecchi (* 6. Oktober 1937 in Verona) ist ein amerikanischer Genetiker italienischer Herkunft und Träger des Nobelpreises für Physiologie oder Medizin im Jahre 2007. Er wurde zusammen mit Martin Evans und Oliver Smithies für die Forschung an der Knockout-Maus ausgezeichnet.

## Kindheit und Jugend
Mario Capecchis Mutter, Lucy Ramberg, war Poetin, die ihre Gedichte auf Deutsch veröffentlichte. Sein Vater, Luciano Capecchi, war Offizier der Italienischen Luftwaffe. Die Eltern waren nicht verheiratet. Seine Großmutter, Lucy Dodd, war eine Amerikanerin aus Oregon, die in Florenz als Malerin lebte und den Deutschen Archäologen Walter Ramberg geheiratet hatte, der im Ersten Weltkrieg fiel. Die Mutter studierte an der Sorbonne in Paris Literatur. Später schloss sie sich einer Gruppe von Dichtern an, die offen in Opposition zum Faschismus und Nationalsozialismus standen. 1937 kam sie nach Südtirol und lebte in dem Ort Wolfsgruben in der Nähe von Bozen. Als Mario im Frühling 1941 dreieinhalb Jahre alt war, wurde seine Mutter von deutschen Beamten verhaftet. Mario nahm an, dass sie nach Dachau ins KZ kam, was aber durch neuere Untersuchungen nicht bestätigt werden konnte.
Er lebte zuerst in einer Tiroler Bauernfamilie. Als dort sein Pflegegeld nicht ausreichte, lebte er teilweise als Straßenjunge in Gangs und wurde am 18. Juli 1942 von seinem Vater nach Reggio nell’Emilia abgemeldet, 160 km südlich von Bozen. Er war zeitweise in einem Waisenhaus und zuletzt in einem Hospital in Reggio nell’Emilia mit Typhus und Unterernährung. Im Frühjahr 1945 kam die Mutter frei und suchte den Jungen, den sie genau an seinem 9. Geburtstag 1946 fand. Mario trat kurz darauf mit seiner Mutter die Schiffsreise in die USA an, die der dort lebende Onkel organisiert und bezahlt hatte. Von da an lebte er bei Onkel und Tante, Edward und Sarah Ramberg, beide Quäker, die einer Quäkerkommune in Pennsylvania angehörten. Sein Onkel war Physiker für Quantenmechanik und entwickelte maßgeblich die Fernsehröhren mit. Sofort nach seiner Ankunft in der Quäkergemeinde wurde er in die 3. Klasse einer Schule aufgenommen, obwohl er kein Englisch konnte. Später besuchte er die George School, eine Oberschule in Philadelphia. Er trieb viel Sport, besonders Fußball, Baseball und Ringen.

## Wissenschaftliche Karriere
Nach dem Abschluss der Schule studierte er am Antioch College in Ohio und erhielt 1961 einen Bachelor-Abschluss (B.S.) in Chemie und Physik. Anschließend ging er an die Harvard University und promovierte 1967 in Biophysik unter Betreuung durch James D. Watson, den Entdecker der Doppelhelix-Struktur der Desoxyribonukleinsäure und Nobelpreisträger von 1962. Bis 1969 war er Junior Fellow der Society of Fellows der Harvard-Universität. Im selben Jahr wurde er Assistenzprofessor an der Abteilung für Biochemie der Medizinischen Fakultät der Universität. 1971 wurde er zum außerordentlichen Professor ernannt. Zwei Jahre später ging er an die University of Utah.
Zusammen mit Martin Evans und Oliver Smithies erhielt er 2007 den Nobelpreis für Physiologie oder Medizin für die Forschung an der Knockout-Maus.

## Veröffentlichungen (Auswahl)
- Molecular genetics of early Drosophila and mouse development, veröffentlicht 1989, Cold Spring Harbor Laboratory Press, ISBN 0-87969-339-8,[2]
- The role of FGF4 and FGF8 in posterior development of the mouse embryo, mit Anne M. Boulet; Developmental biology, San Diego Academic Press, 2008
- Evolution of the mammary gland from the innate immune system mit Claudia Vorbach und Josef M Penninger, BioEssays

## Auszeichnungen (Auswahl)
- Eli Lilly Award in Biological Chemistry, 1969
- Mitglied der National Academy of Sciences, 1991
- Gairdner Foundation International Award, 1993
- Alfred P. Sloan, Jr. Prize, 1994
- Kyoto-Preis in Basic Sciences, 1996
- Albert Lasker Award for Basic Medical Research, 2001
- National Medal of Science, 2001
- Wolf-Preis in Medizin, 2002/2003
- Massry-Preis 2002/2003 (gemeinsam mit Oliver Smithies)
- March of Dimes Prize in Developmental Biology, 2005
- Gabbay Award, 2007
- Nobelpreis für Physiologie oder Medizin, 2007
- Mitglied der American Academy of Arts and Sciences, 2009
- AACR Award für Lifetime Achievement in Cancer Research, 2015
- Benennung eines Asteroiden nach ihm: (15825) Capecchi, 2022